# Tipos de anualidades
En matemáticas financieras o ingeniería económica las anualidades o rentas se pueden clasificar según diferentes criterios.

## Anualidad ordinaria (Renta constante)
Una anualidad ordinaria o renta constante es una serie de flujos de cajas iguales o constantes que se realizan a intervalos iguales de tiempo, que no necesariamente son anuales y cuyos pagos o cobros se llevan a cabo al final de cada uno de los periodos.

### Ecuaciones

#### Valor actual o presente
{\displaystyle P=R\left[{\frac {1-(1+i)^{-n}}{i}}\right]}
Donde:
- {\displaystyle P}: valor presente
- {\displaystyle i}: tasa de interés efectiva
- {\displaystyle R}: valor de pagos uniformes
- {\displaystyle n}: cantidad de periodos

#### Valor final o futuro
{\displaystyle S=R\left[{\frac {(1+i)^{n}-1}{i}}\right]}
Donde:
- {\displaystyle VF}: valor final o futuro
- {\displaystyle i}: tasa de interés efectiva
- {\displaystyle R}: valor de pagos uniformes
- {\displaystyle n}: cantidad de periodos

### Usos
- Amortización de préstamos en abonos.
- Deducción de la tasa de interés en una operación de pagos en abonos.
- Constitución de fondos de amortización.
- Sueldos.
- Seguro social.
- Pagos a plazos.
- Pensiones.

## Anualidad anticipada o prepagable
Una anualidad anticipada o prepagable es aquella en que los pagos o cobros se realizan al principio del periodo.

### Ecuaciones

#### Valor actual o presente
{\displaystyle P=R\left[{\frac {1-(1+i)^{-n}}{i}}\right](1+i)}
Donde:
- {\displaystyle P}: valor presente
- {\displaystyle i}: tasa de interés efectiva
- {\displaystyle R}: valor de pagos uniformes
- {\displaystyle n}: cantidad de periodos

#### Valor futuro
{\displaystyle S=R\left[{\frac {(1+i)^{n}-1}{i}}\right](1+i)}
Donde:
- {\displaystyle S}: valor futuro
- {\displaystyle i}: tasa de interés efectiva
- {\displaystyle R}: valor de pagos uniformes
- {\displaystyle n}: cantidad de periodos

### Usos
- Amortización de préstamos en abonos.
- Rentas
- Deudas
- Pago de hipotecas
- Pensiones
- Alquileres

x etc.

## Anualidad o renta diferida
Las anualidades diferidas son aquellas en las que el primer pago o cobro se realiza con retraso, no se realiza en el primer periodo después del nacimiento de la renta sino que transcurren varios periodos antes de que se realice el primer pago.

### Ecuaciones

#### Valor presente
Donde:
- P: valor presente
- i: tasa de interés efectiva
- R: valor de pagos uniformes
- n: cantidad de periodos de pago
- k: cantidad de periodos que se difieren los pagos

#### Valor futuro
Donde:
- S: valor final o futuro
- i: tasa de interés efectiva
- k: cantidad de periodos que se difieren los pagos

### Usos
- Amortización de préstamos en abonos.
- Deducción de la tasa de interés en una operación de pagos en abonos.
- Constitución de fondos de amortización.
- Rentas
- Sueldos
- Seguro social
- Pagos a plazos
- Pago de hipotecas
- Pensiones
- Alquileres
- Jubilaciones

## Anualidad perpetua
Una anualidad perpetua es aquella en la que no tiene fin y tiene infinito números de pagos

### Ecuaciones
No tiene sentido calcular el valor final de una renta perpetua.

#### Valor actual o presente
Donde:
- P: valor presente
- i: tasa de interés efectiva
- R: valor de pagos uniformes
- n: cantidad de periodos

### Usos
- cuotas de mantenimiento
- inversiones a muy largo plazo
- Seguro social
- Pensiones
- Algunos casos de alquileres
- Jubilaciones